# Aprostocetus brevipennis
Aprostocetus brevipennis är en stekelart som beskrevs av Graham 1987. Aprostocetus brevipennis ingår i släktet Aprostocetus och familjen finglanssteklar. Inga underarter finns listade i Catalogue of Life.